# Route du Tabac
De Route du Tabac is een bewegwijzerde toeristische autoroute in Wallonië. De 130 kilometer lange route langs de Semois is bewegwijzerd met zeshoekige borden. Ze bestaat uit twee lussen en loopt door Bouillon en Vresse-sur-Semois. De route is gewijd aan de vroegere Semois-tabaksindustrie.